# Le Pian-sur-Garonne
 Le Pian-sur-Garonne  es una población y comuna francesa, situada en la región de Aquitania, departamento de Gironda, en el distrito de Langon y cantón de Saint-Macaire.

## Demografía
| 417 | 429 | 432 | 460 | 517 | 609 |
| Para los censos de 1962 a 1999 la población legal corresponde a la población sin duplicidades (Fuente: INSEE [Consultar]) |     |     |     |     |     |